# Francesco Pascucci
Francesco Pascucci (ur. 27 listopada 1870 w Rzymie, zm. 30 marca 1945) – włoski duchowny rzymskokatolicki, urzędnik Kurii Rzymskiej, prowikariusz generalny Rzymu.

## Biografia
27 maja 1893 otrzymał święcenia prezbiteriatu z rąk kardynała-biskupa Albano Lucido Marii Parocchiego. W latach 1909–1912 był podsekretarzem Świętej Kongregacji ds. Dyscypliny Sakramentów.
20 grudnia 1936 papież Pius XI mianował go prowikariuszem generalnym Rzymu oraz biskupem tytularnym sionyjskim. 10 stycznia 1937 przyjął sakrę biskupią z rąk kardynała-biskupa Frascati Francesca Marchettiego Selvaggianiego. Współkonsekratorami byli abp Domenico Spolverini oraz emerytowany delegat apostolski abp Bartolomeo Cattaneo.
22 kwietnia 1943 zmieniono jego stolicę tytularną na arcybiskupstwo Nicaea. Stanowisko prowikariusza generalnego sprawował do śmierci 30 marca 1945.